# El Emir Abdelkader
El Emir Abdelkader là một đô thị thuộc tỉnh Aïn Témouchent, Algérie. Dân số thời điểm năm 2002 là 3.691 người.